# Lydia Hearst

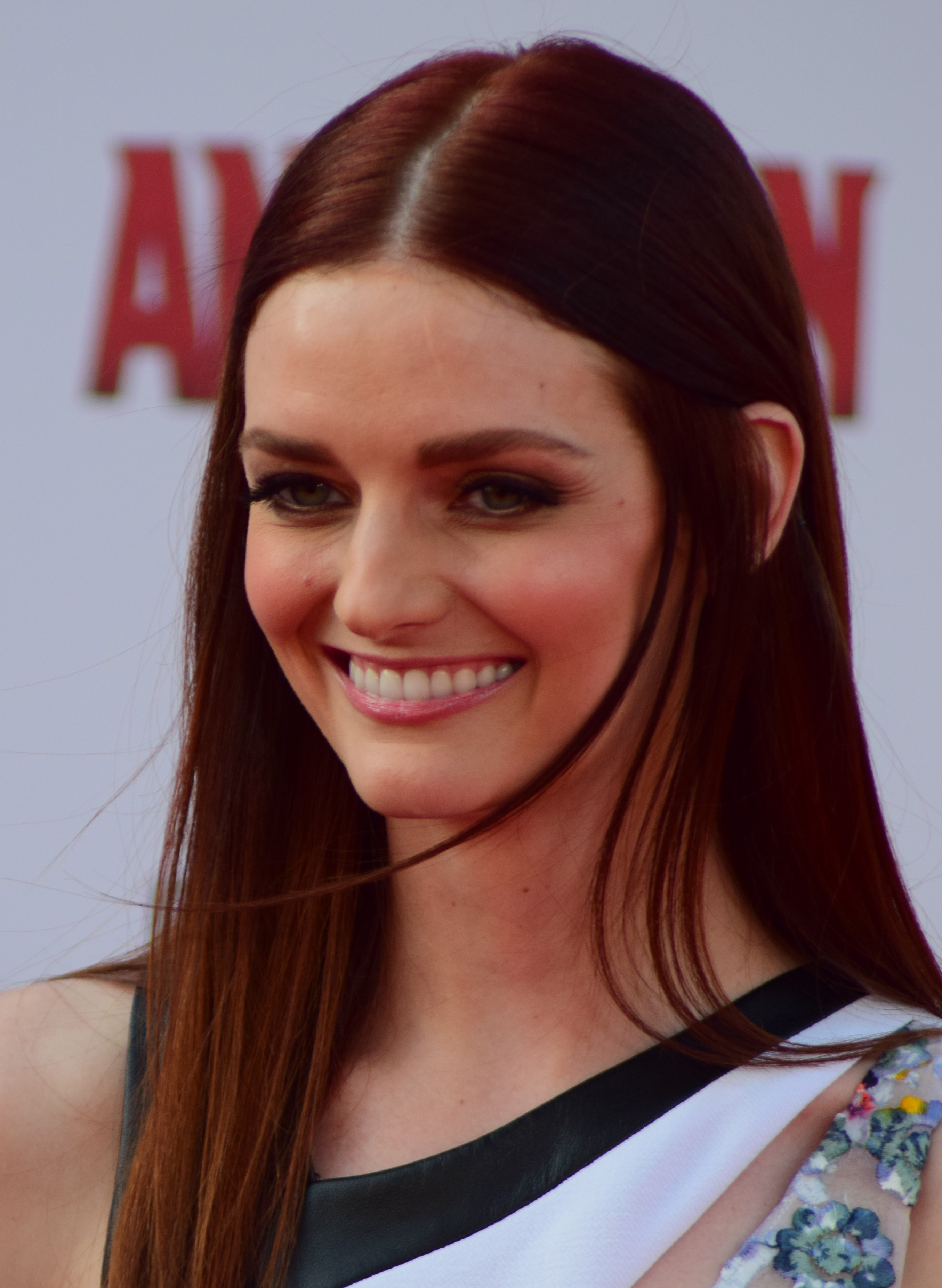
Lydia Hearst in Hollywood (2015)

Lydia Hearst (* 19. September 1984 in Wilton, Connecticut) ist ein US-amerikanisches Model, Schauspielerin, Modedesignerin und Bloggerin.

## Leben und Karriere
Lydia Hearst ist die Tochter von Patty Hearst und Urenkelin von William Randolph Hearst. Sie hat eine Schwester namens Gillian.
Das 1,70 m große Model arbeitete unter anderem für Prada, Louis Vuitton und Escada. 2008 wurde sie bei der Verleihung der Michael Awards als „Supermodel Of The Year“ ausgezeichnet.
Sie entwirft Taschen und Sportkleidung für Puma und schreibt für die New York Post.
Hearst ist seit 2016 mit dem Schauspieler und Moderator Chris Hardwick verheiratet.

## Filmografie (Auswahl)
- 2004: Ladies Room (Kurzfilm)
- 2008: Frost
- 2008: Gossip Girl (Fernsehserie, Folge 1x18)
- 2012: Amnesia
- 2012: 2 Jacks
- 2013: Mistresses (Fernsehserie, Folge 1x08)
- 2013: Delirium
- 2014: Cabin Fever: Patient Zero
- 2014: The Barber
- 2015: Stealing Chanel
- 2015: Condemned
- 2015: #Horror
- 2015: South of Hell (Fernsehserie, 6 Folgen)
- 2016: Guys Reading Poems
- 2016: All At Once
- 2018: Z Nation (Fernsehserie, 5 Folgen)
- 2018: Between Worlds
- 2019: The Haunting of Sharon Tate
- 2020: 50K
- 2020: Sinister Sister (Fernsehfilm)
- 2020: The Shadow Diaries (Podcast, 5 Folgen, Stimme)
- 2021: Aileen Wuornos – American Boogeywoman
- 2021: The Downside of Bliss
- 2022: Titanic 666
- 2022: Root Letter
- 2022: Slayers
- 2023: Shu's out of this world adventures (Fernsehfilm)
- 2025: Werewolf Game